# K'gari
K'gari, voorheen bekend als Fraser Island, is het grootste zandeiland ter wereld. Het ligt voor de Australische oostkust en hoort bij de staat Queensland. Het eiland is 122 km lang en 5 tot 25 km breed. Er heerst een tropisch klimaat, en het landschap is zeer afwisselend: mangrovebossen, tropische regenwouden, eucalyptusbossen en duinlandschap.
Er zijn veerpontverbindingen vanaf Hervey Bay en vanaf Rainbow Beach. De wegen zijn onverhard en vanwege het mulle zand zijn de wegen alleen begaanbaar voor auto's met vierwielaandrijving. Het strand dient als snelweg. Bij Eurong dient het strand tevens als landingsbaan voor kleine vliegtuigen.
Er liggen verschillende scheepswrakken langs de kust; het bekendste is dat van de Maheno, dat op/in het strand ligt. Op het eiland zijn enkele nederzettingen, en diverse resorts en campings. Per jaar komen er ca. 300.000 toeristen.
Sinds 1992 staat het eiland op de UNESCO Werelderfgoedlijst

## Flora
Een groot aantal plantensoorten groeit op het eiland, variërend van heide aan de kust tot subtropisch regenwoud landinwaarts. K'gari is de enige plaats ter wereld waar regenwoud hoger dan 200 meter boven zeeniveau op zandduinen groeit.

## Fauna
Het eiland is rijk aan diersoorten. Opvallend is het groot aantal vogels: meer dan 350 soorten zijn er al gevonden. K'gari wordt veel door trekvogels gebruikt als rustplaats op hun reis tussen Australië en Siberië. Er leven maar weinig zoogdieren op het eiland. De meest voorkomende zijn vleermuizen, en de minst met honden vermengde dingo's van Australië. In de vele meren op K'gari komt niet al te veel leven voor vanwege de zuurtegraad en lage voedingswaarde van het water. Het water is te schoon. Slechts enkele kikkersoorten hebben zich aan deze condities aangepast.

## Aboriginalbevolking en de komst van de Europeanen
Er is archeologisch bewijs van bewoning van minstens 5000 jaar geleden, en misschien nog veel langer, omdat de Aborigines al meer dan 50.000 jaar geleden voet op Australische bodem zetten. Op veel plaatsen op het eiland zijn overblijfselen van aboriginalbewoning gevonden. In 1802 zette Matthew Flinders voet aan wal op K'gari, daarna nog een aantal ontdekkingsreizigers, ontsnapte gevangenen en schipbreukelingen. In 1836 woonde een aantal overlevenden van het op de klippen gelopen schip Stirling Castle een week of zes op K'gari voordat ze werden gered. Tijdens hun verblijf ontstond er een sfeer van vijandigheid en agressie tussen hen en de op het eiland wonende Aborigines. Een van de overlevenden was de vrouw van de kapitein van het gezonken schip, Eliza Fraser. Naar haar is het eiland door de Europeanen genoemd. Fraser Island wordt door de oorspronkelijke Aborigines K’gari ('paradijs') genoemd. In juni 2023 is de naam officieel terugveranderd naar K'gari.

## Ontstaanswijze
Het zand dat K'gari heeft gevormd, en dat nog steeds doet, is afkomstig uit de plateaus in New South Wales. Al honderdduizenden jaren spoelen rivieren zand en ander fijn materiaal naar de zee waar de stroming het naar het noorden vervoert. Drie rotsen van vulkanische oorsprong (Indian Head, Middle Rock en Waddy Point) fungeerden als afzettingsbasis en vergaarden het zand.
Sinds het einde van de laatste ijstijd, tussen 10.000 en 20.000 jaar geleden, is het gebied door de stijging van de zeespiegel losgeraakt van het vasteland.
De aanhoudende zuidoostelijke winden bliezen het zand op tot hoge duinen. Sommige duinen, zoals Mt. Bowarrady, hebben een hoogte van meer dan 240 meter bereikt en behoren tot de hoogste duinen ter wereld.
Op K'gari heeft zich het zogenaamde “coffee rock” gevormd. Coffee rock is eigenlijk gewoon zand dat samengeperst is en bij elkaar gehouden wordt door organische colloïden die in sommige van de donkergekleurde meertjes en moerassen voorkomen. Het ziet eruit als donker koffiekleurig afgerond gesteente en komt her en der op K'gari voor, vooral langs de stranden.
Er zijn veel zoetwatermeren op K'gari. Sommige zijn meer dan 300.000 jaar oud, ouder dan alle andere kustmeren in Australië. Ze zijn onder te verdelen in drie categorieën: “perched lakes”, “barrage lakes” en “window lakes”. Perched lakes zijn meren die geheel boven de grondwaterspiegel liggen vanwege een ondoorlatende laag op of onder de bodem van het meer. Ze bevatten alleen regenwater. Er zijn 40 perched lakes te vinden op het eiland, de helft van alle perched lakes op de wereld. Lake Bowarrady bijvoorbeeld ligt 120 meter boven zeeniveau. Ook Lake McKenzie is een perched lake.
Barrage lakes ontstaan doordat een barrière zorgt dat het water uit een natuurlijke bron niet weg kan en een meer vormt. Een voorbeeld is Lake Wabby, waar een zandverstuiving het water belet weg te stromen. De laatste categorie, window lakes, komen voor waar de bodem lager is dan de grondwaterspiegel en het grondwater, gefilterd door het witte zand, aan de oppervlakte komt en een meer vormt. Een voorbeeld is Basin Lake en wederom Lake Wabby.

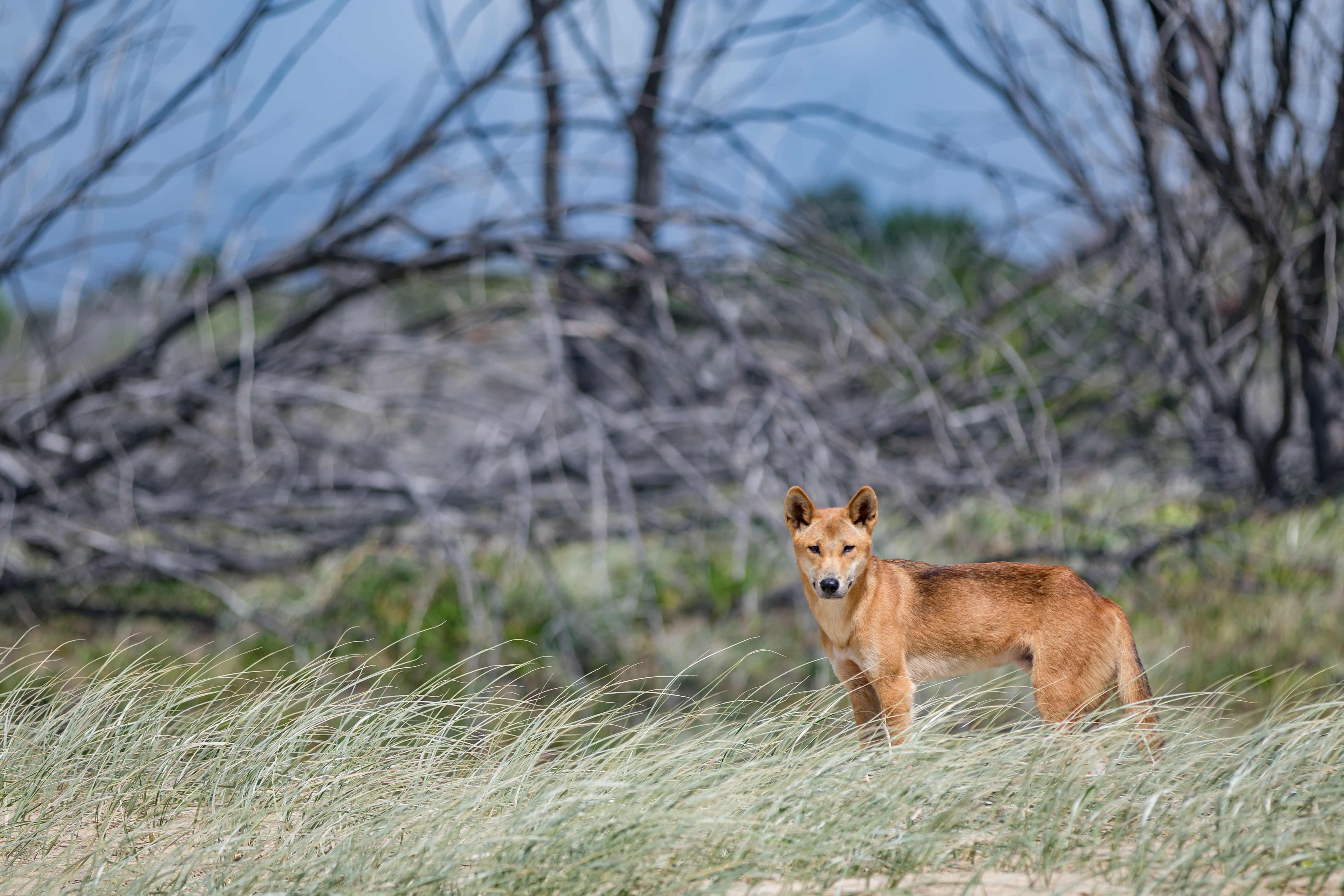
Dingo op K'gari
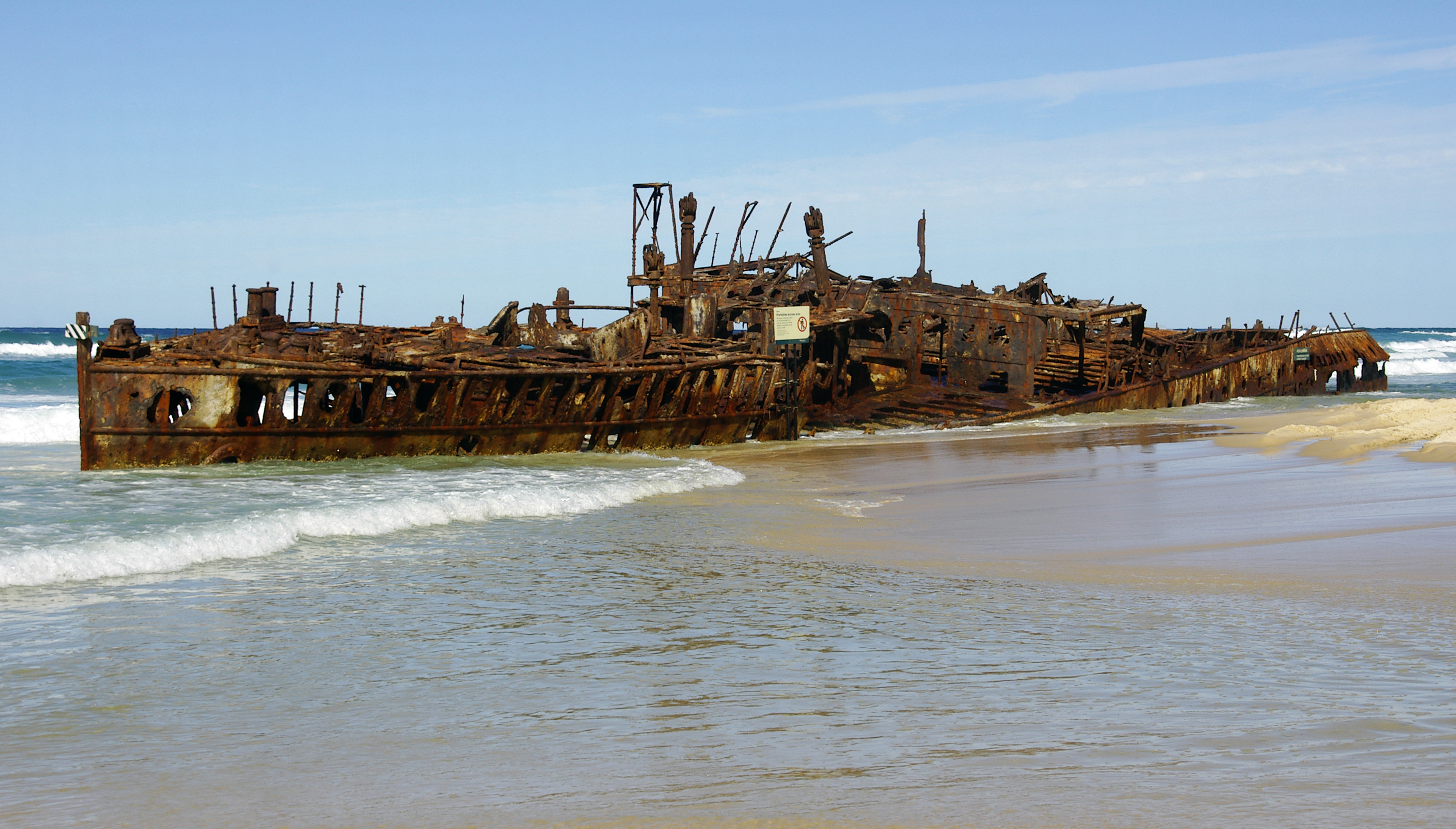
Scheepswrak van de SS Maheno uit 1905 nabij Eli Creek